# Corvus insularis
El cuervo de las Bismarck (Corvus insularis) es una especie de ave paseriforme de la familia Corvidae endémica del archipiélago Bismarck. Anteriormente fue considerado una subespecie del cuervo de Torres (C. orru), pero ahora se consideran especies separadas.